# إدوارد لان
إدوارد لان (بالإنجليزية: Edward Lane)‏ هو قاضي ومحامي وسياسي أمريكي، ولد في 27 مارس 1842 في كليفلاند في الولايات المتحدة، وتوفي في 30 أكتوبر 1912. حزبياً، نشط في الحزب الديمقراطي. وقد انتخب عضو مجلس النواب الأمريكي.